# Andrena asteris
Andrena asteris är en biart som beskrevs av Robertson 1891. Den ingår i släktet sandbin och familjen grävbin. Inga underarter finns listade i Catalogue of Life.

## Beskrivning
Arten är övervägande svart, med kraftiga, vita hårband på tergiterna 1 till 5. Antennerna har ofta en mörkröd undersida och vingarna är svagt rökfärgade med mörkbruna vingbaser. Honan har dessutom gul behåring på mellankroppen, medan hanen har clypeus och anslutande delar av ansiktet gula. Kroppslängden är 12 till 14 mm hos honan, 9 till 11 mm hos hanen.

## Utbredning
Utbredningsområdet omfattar Nordamerika, från Manitoba över Ontario och Quebec till New Brunswick och Nova Scotia i Kanada, samt i USA där den finns i de norra delarna från Minnesota och New England till Mississippi och Georgia i söder.

## Ekologi
Arten är oligolektisk vad gäller pollen, den besöker nästan uteslutande korgblommiga växter, med en tydlig preferens för astersläktet. Arten kan även flyga till gullrissläktet. Ett mindre antal andra släkten kan även besökas, även utanför familjen korgblommiga växter, men då endast för nektar. Arten flyger under sensommaren till hösten, från mitten av augusti till oktober.
Bona grävs gärna ut intill varandra, i kolonier, ofta i packad jord nära grusvägar. Larven övervintrar i det sista larvstadiet. Larvbona kan parasiteras av gökbiet Nomada banksi, som lägger sina ägg i larvcellerna, ett ägg i varje cell. Den resulterande larven lever av det insamlade matförrådet, efter det att värdägget eller -larven dödats.